# Leptophis

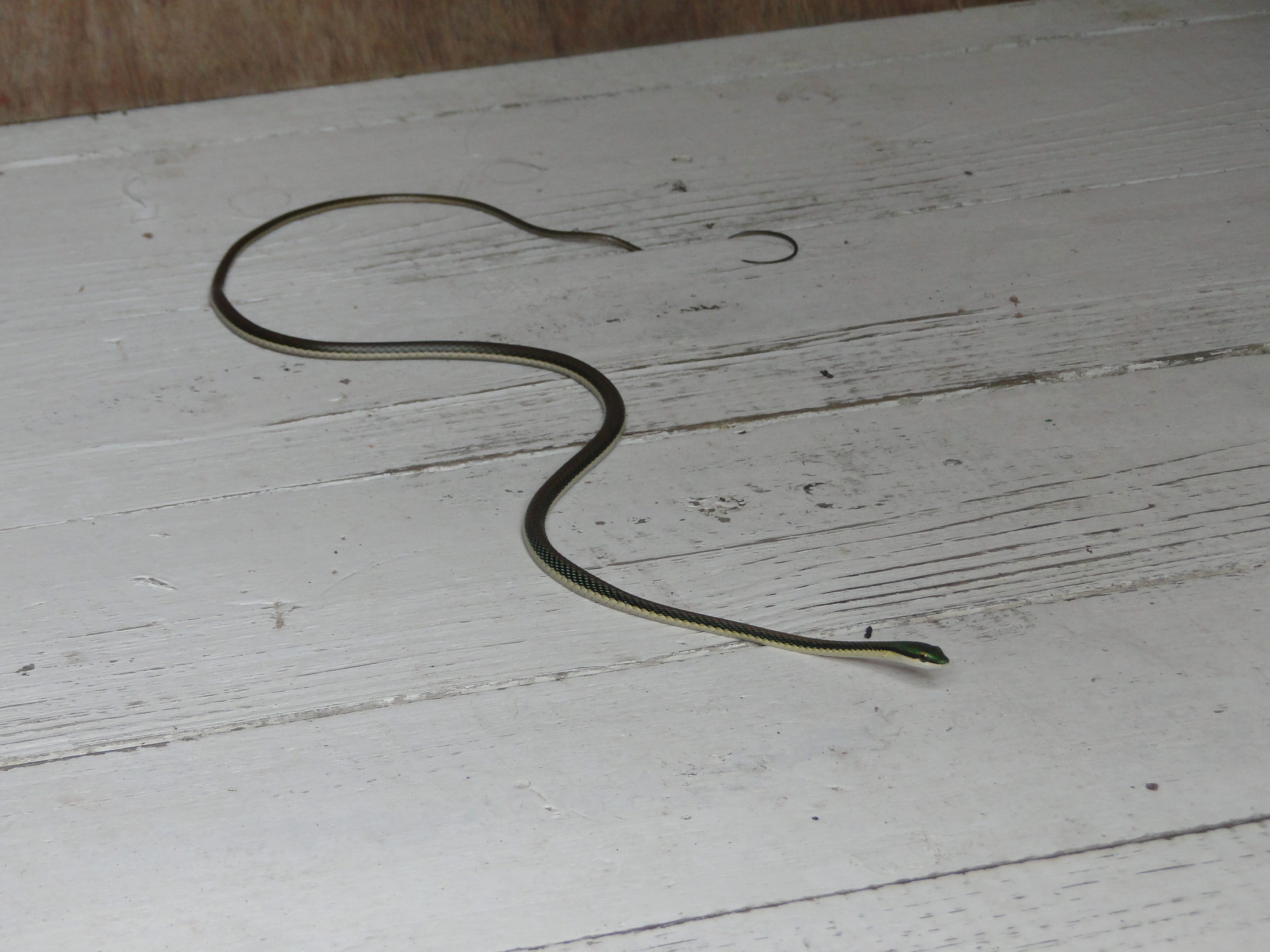
Leptophis mexicanus

Leptophis – rodzaj węży z podrodziny Colubrinae w rodzinie połozowatych (Colubridae).

## Zasięg występowania
Rodzaj obejmuje gatunki występujące w Meksyku, Belize, Gwatemali, Salwadorze, Hondurasie, Nikaragui, Kostaryce, Panamie, Kolumbii, Wenezueli, na Trynidadzie i Tobago, w Gujanie, Surinamie, Gujanie Francuskiej, Brazylii, Ekwadorze, Peru, Boliwii, Paragwaju, Argentynie i Urugwaju.

## Systematyka

### Etymologia
- Leptophis: gr. λεπτος leptos „smukły”; οφις ophis, οφεως opheōs „wąż”[2].
- Diplotropis: gr. διπλοος diploos „podwójny”, od δυο duo „dwa”[7]; τροπις tropis, τροπιδος tropidos „kil statku”[8]. Gatunek typowy: Diplotropis bilineata Günther, 1872 (= Philothamnus depressirostris Cope, 1861).
- Thalerophis: gr. θαλερος thaleros „zielony”[9]; οφις ophis, οφεως opheōs „wąż”[10]. Gatunek typowy: Coluber richardi Bory de Saint Vincent, 1823 (= Coluber ahaetulla Linnaeus, 1758).

### Podział systematyczny
Do rodzaju należą następujące gatunki:
- Leptophis ahaetulla (Linnaeus, 1758)
- Leptophis bocourti Boulenger, 1898
- Leptophis bolivianus Oliver, 1942
- Leptophis coeruleodorsus Oliver, 1942
- Leptophis cupreus (Cope, 1868)
- Leptophis depressirostris (Cope, 1861)
- Leptophis dibernardoi Albuquerque, Santos, Borges-Nojosa & R. Ávila, 2022
- Leptophis diplotropis (Günther, 1872)
- Leptophis liocercus Wied-Neuwied, 1824
- Leptophis marginatus Cope, 1862
- Leptophis mexicanus A.M.C. Duméril, Bibron & A.H.A. Duméril, 1854
- Leptophis modestus (Günther, 1872)
- Leptophis mystacinus Albuquerque, Martins, Carvalho, Shepard & Santana, 2025[11]
- Leptophis nebulosus Oliver, 1942
- Leptophis nigromarginatus (Günther, 1866)
- Leptophis occidentalis (Günther, 1859)
- Leptophis praestans Cope, 1868
- Leptophis riveti Despax, 1910
- Leptophis stimsoni Harding, 1995
- Leptophis urostictus (Peters, 1873)